# Andreas Zach (Baumeister)
Andreas Zach (* 25. September 1736 in Wien; † 16. Februar 1797 ebenda) war ein österreichischer Baumeister und Architekt des klassizistischen Barocks.
Zach studierte ab 1752 in Wien an der Akademie der bildenden Künste und war ab 1765 an zahlreichen Bauten in und um Wien beteiligt. Ab 1765 wurde er auch Stiftsbaumeister des Schottenstifts, war niederösterreichischer Regierungsbaumeister und wurde 1771 als Besitzer des Hauses Alser Straße 41 genannt.

## Werke
- Gumpendorfer Pfarrkirche, 1765–1770, Bauführung, gemeinsam mit Sebastian Kaltner
- Freihaus auf der Wieden, 1769, nur Vollendung
- Haus Praterstraße 16 (Geburtshaus von Arthur Schnitzler)
- Schubladkastenhaus (Prioratshaus des Schottenstifts) (1773/1774)
- Wohnhaus Beatrixgasse 8, 1775
- Liechtensteinsches Haus des Savoyschen Damenstifts, Johannesgasse 17
- Schottenfelder Kirche (1784–1786)
- Schloss Felling (1797), Aufstockung
- Pfarrkirche Hoheneich (1776–1778)
- Schloss Waidhofen an der Thaya, 1770, Umbau
- Schloss Starhemberg (1785–1788), Umgestaltung